# Burcht Reuland

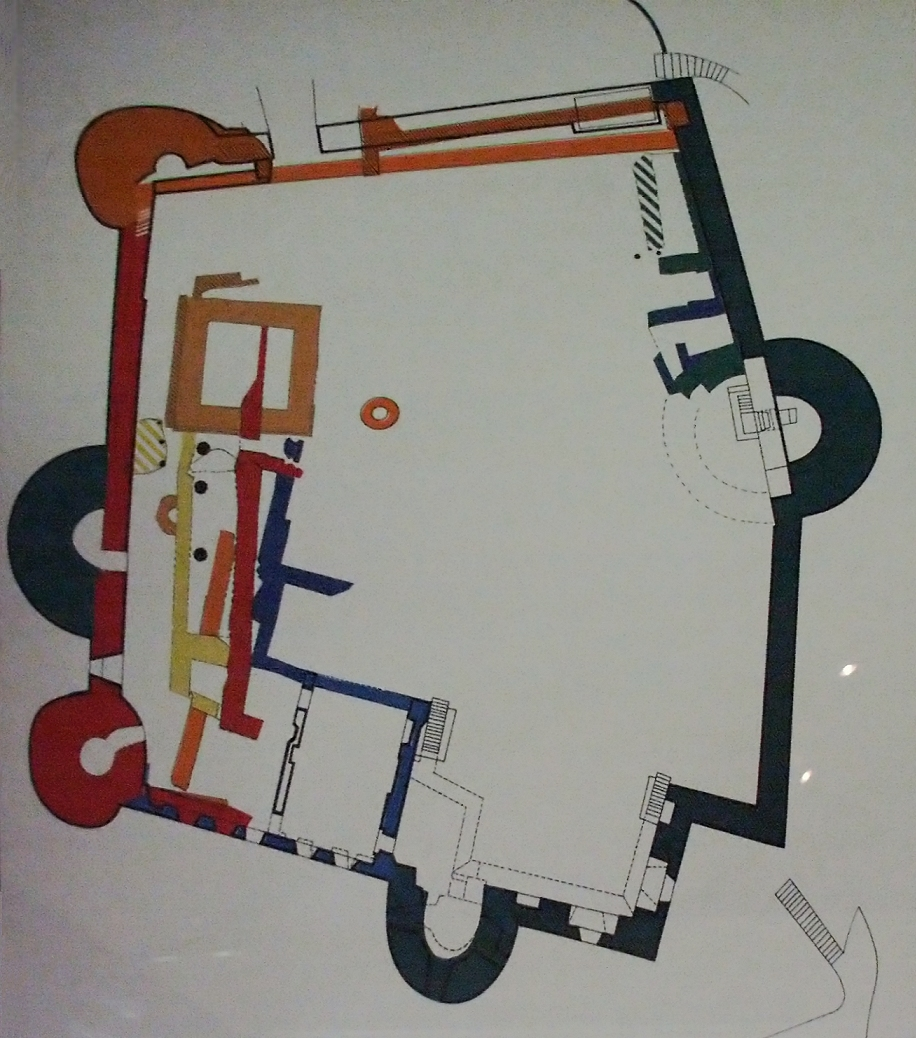
Plattegrond van de burcht

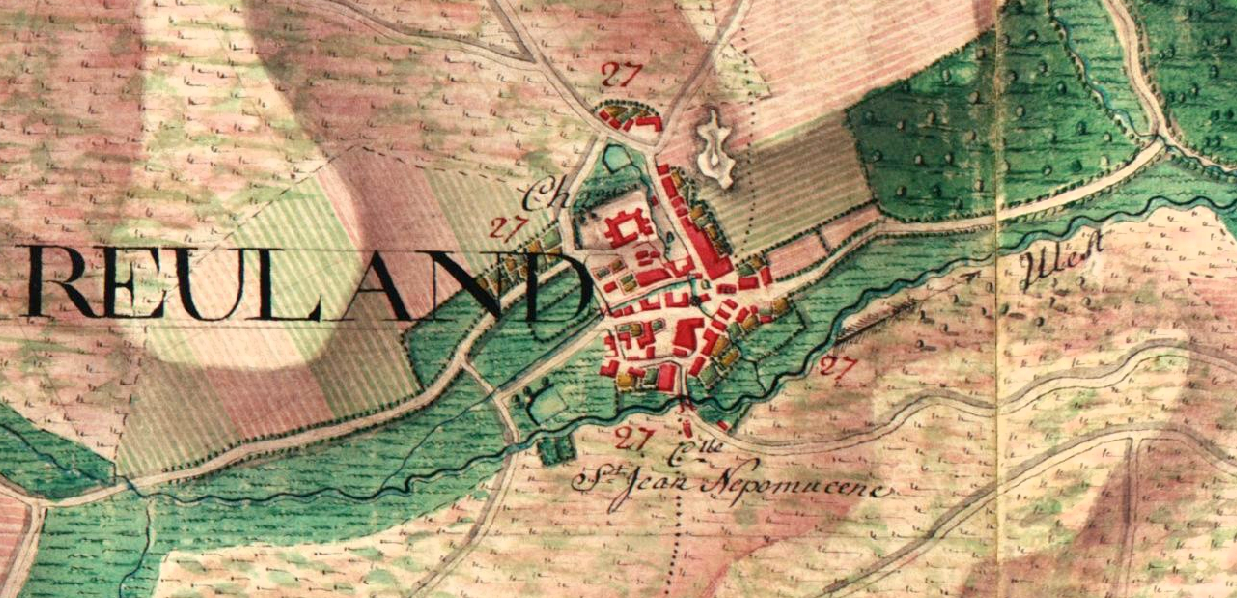
Kaart van Burg-Reuland met duidelijk de burcht weergegeven, Carte de Ferraris uit 1777

De Burcht Reuland is een hoogteburcht in het plaatsje Reuland in de Belgische gemeente Burg-Reuland in de provincie Luik. De burchtruïne ligt op een heuvel en wordt aan de oostzijde, zuidzijde en westzijde omgeven door neerwaartse hellingen. Vanaf de ruïne heeft men uitzicht over het stadje waar zij middenin ligt, waaronder ook op de op ongeveer 100 meter naar het zuidoosten gelegen Sint-Stephanuskerk van de plaats.
Op het tweede weekend in juli vindt er jaarlijks het burchtfeest plaats.

## Geschiedenis
In de 10e eeuw was de locatie van de burcht reeds in gebruik, zo toont archeologisch onderzoek aan. Op de plek van de huidige ruïne hadden de Romeinen reeds een solide fort gebouwd. De oudste ontdekte fundamenten stammen uit de 12e eeuw toen de burcht als residentie diende voor het adelgeslacht Von Rulant. In de 13e eeuw was er een ringmuur aanwezig die door een gracht was omgeven. In de noordwesthoek bestaat daarvan nog steeds een toren. In de 14e eeuw werd de ringmuur opnieuw opgebouwd en werd de wachttoren opgetrokken.
In 1148 werden de heren van Reuland in een oorkonde genoemd. Het kasteel werd verkocht aan de heren van Blankenheim, die het in 1322 aan Jan de Blinde, graaf van Luxemburg en koning van Bohemen, verkochten.
In 1384 gaf Wenzel van Luxemburg de burcht als leen aan Edmund van Engelsdorf die erfgenaam werd van het huis van Luxemburg, die de heren van Reuland tot aflossing van het ancien régime aanhouden.
In 1444 ging de burcht over in het bezit van de heren van Pallandt, die in het midden van de 15e eeuw halfronde geschutstorens lieten oprichten.
Vanaf de tweede helft van de 16e eeuw werd de versterking een heerschappelijke residentie.
In 1666 stierf de laatste nakomeling Ottilia van Pallandt-Reuland en in 1736 de laatste erfgenaam. Daarna bewoonde een rentmeester de burcht, tot het in 1794 door Franse troepen verwoest werd.
In 1830 werd de versterking verkocht voor de sloop en kwam zo in het bezit van de familie Mayeres in Reuland, die het later aan de gemeente gaf.
In 1923 kocht de Belgische staat de burchtgronden om daarop een luchtafweerstelling te bouwen. In 1986 werd de burcht onder bescherming geplaatst en vanaf 1988 geleidelijk gerestaureerd.

## Opbouw
De huidige ruïne is slechts een deel van de oorspronkelijke burcht. De massieve muren die vroeger de voorhof omsloten en tot in het Ulftal reikten, zijn verdwenen. De huidige apotheek in het dorpje Burg-Reuland was vroeger het burchthuis.

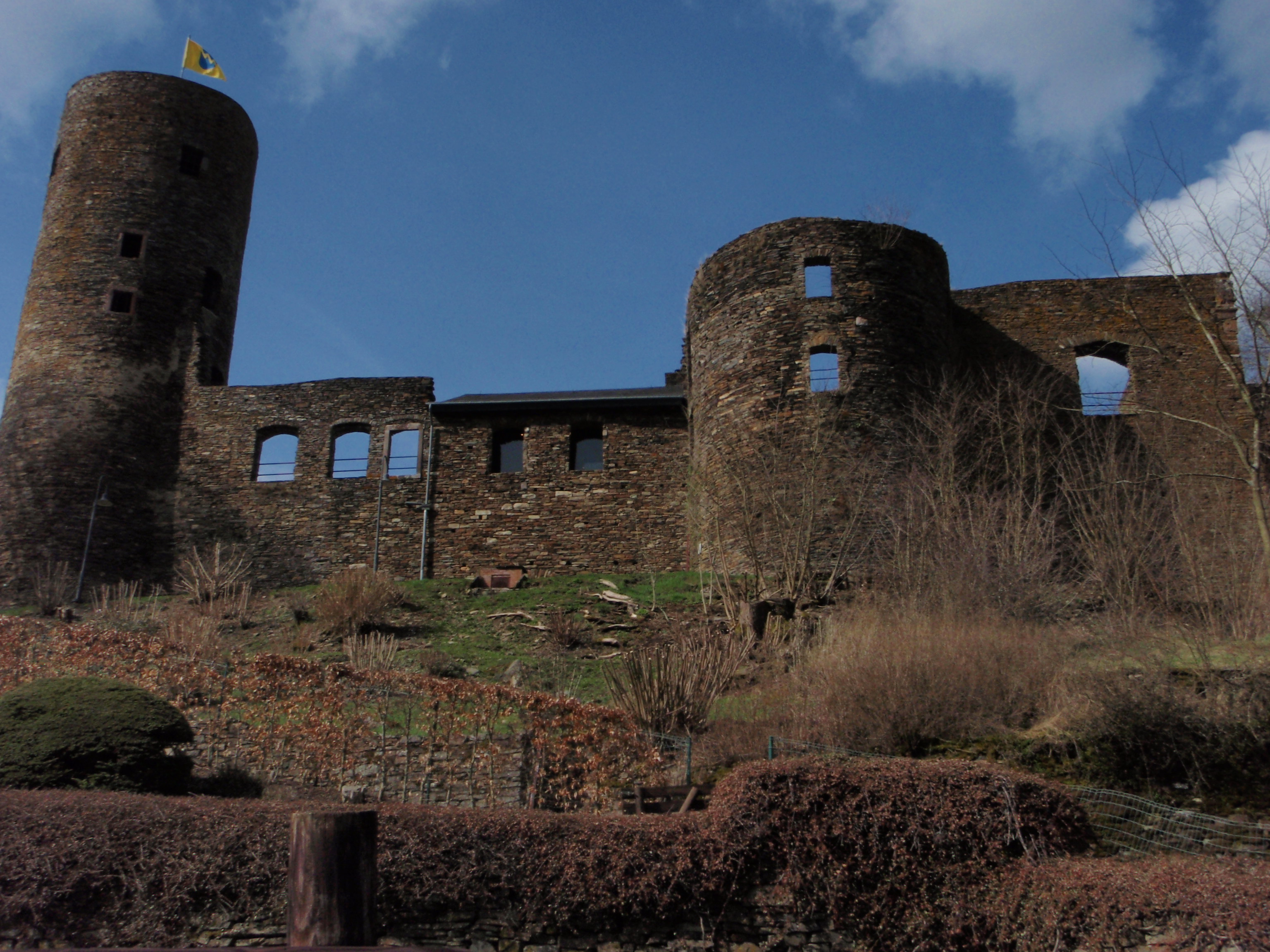
Zuidzijde
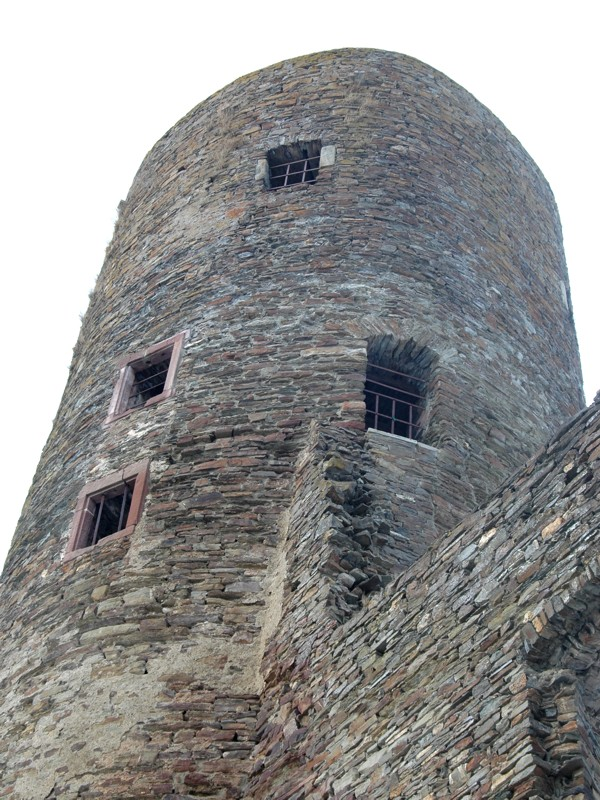
Bergfried
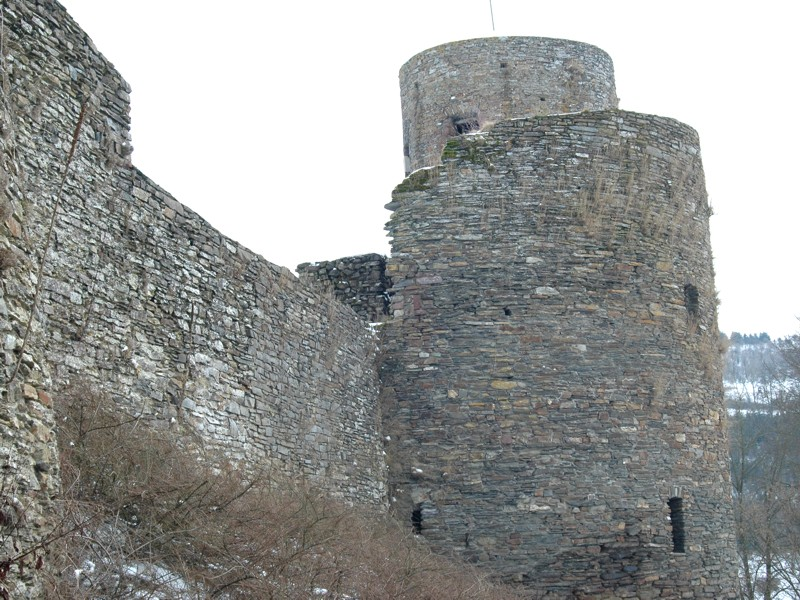
Westzijde
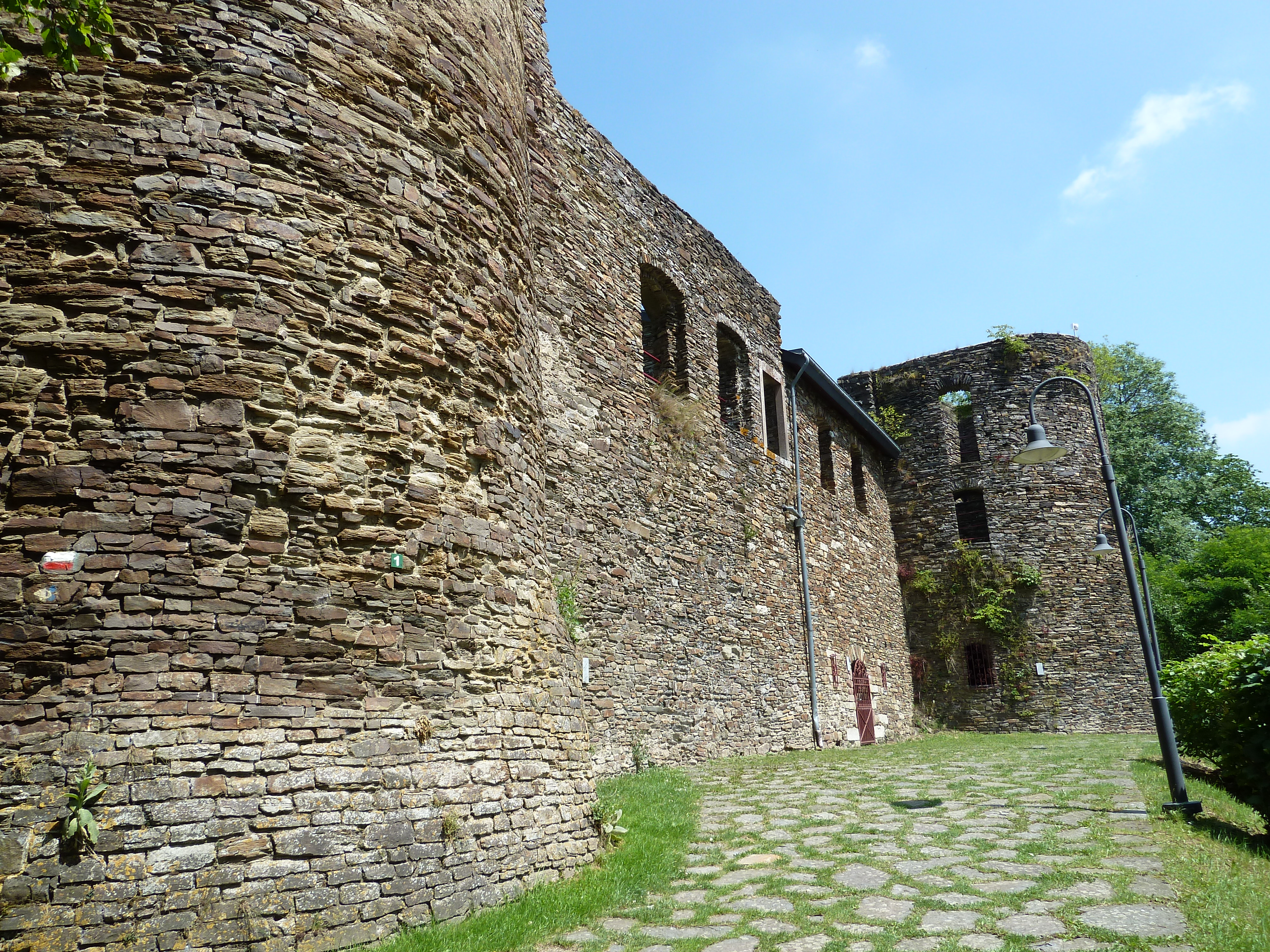
Het bastion (aan de zuidkant, gezien vanaf het noordwesten)
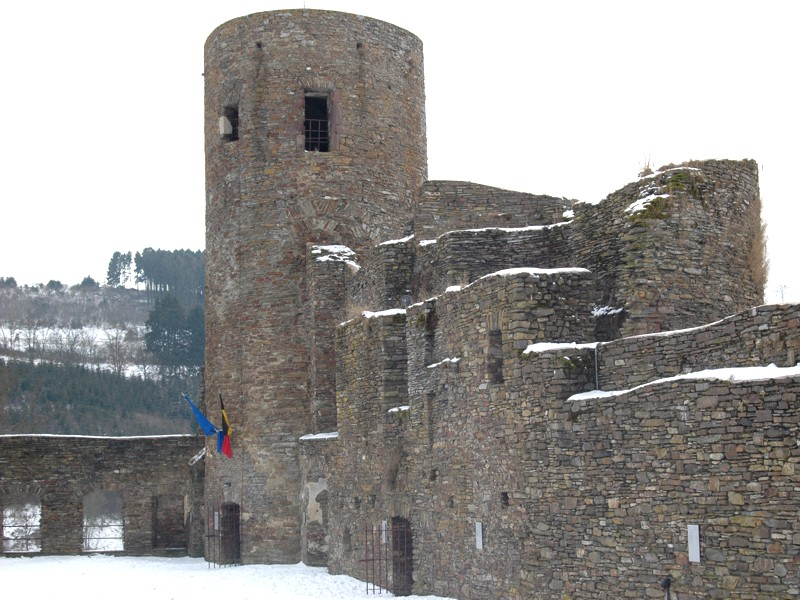
Burchthof